# NGC 7613
NGC 7613 је ознака објекта на координатама са ректансцензијом 23h 19m 51,0s и деклинацијом + 0° 11" 54'. Открио га је Гаспаре Станислао Ферари, 1865. године. Каснијим посматрањима на том положају није уочен никакав астрономски објекат.